# ロケットナイトアドベンチャーズ
『ロケットナイトアドベンチャーズ』は、1993年にコナミ（現コナミデジタルエンタテインメント）が発売したメガドライブ用アクションゲームソフト。

## 概要
コナミがメガドライブ向けに2番目にリリースしたソフトで、騎士と魔法と機械が共存する異世界エレホーンを舞台に軍事国家デボチンドス帝国によって侵略されたゼピュロス王国を救うため、主人公である背中にロケットを背負い青い西洋鎧を着たロケットナイトのオポッサム（フクロネズミ）の「スパークスター」を操作し、手に持った剣での攻撃や背中のロケットを使った突進移動（ロケットアタック）を駆使してさまざまな困難を乗り越えていくアクションゲームである。
ロケットアタック等による高速移動で『ソニック・ザ・ヘッジホッグ』のように、スピード感にあふれたゲームではあるが、ゲームのステージ上には魂斗羅シリーズに通じる様々なギミック、演出が施されており。
本作および魂斗羅スピリッツ以降の多くの魂斗羅シリーズの開発に関わっている本作の開発ディレクターである中里伸也はロケットナイトアドベンチャーズは「アニマル魂斗羅である」と公言している。
ゲーム発売当時はサウンドトラック未発売であったが2018年1月にShip to Shoreよりレコードにてサウントトラックが初リリースされた。
2024年にはLimited Run Gamesより本作と続編を含む『ロケットナイトアドベンチャーズ』『スパークスター ロケットナイトアドベンチャー2』『スパークスター』のシリーズ三作を収録した『Rocket Knight Adventures: Re-Sparked』の開発が発表され、2024年6月11日より日本を除く海外の各フォーマット向けにダウンロード版がパッケージ版に先行して販売開始された。対応機種はPlayStation 5、PlayStation 4、Nintendo Switch。新規イントロアニメ、巻き戻し機能、ボスラッシュモード、未公開のコンテンツも収録したミュージアムモードも実装されるている。

## スタッフ
- 企画：OHAJI BANCHOH
- ディレクト：中里伸也
- デザイン：中里伸也、さとうしおり
- キャラクター・デザイン：TAT（高野泰）
- メイン・プログラム：堀尾健一郎
- スーパー・プログラム：古俣浩二
- ウルトラ・プログラム：みやおかけんじ
- 音楽：大内正徳、畑亜貴、安達昌宣、小林裕、山根ミチル
- サウンド・プログラム：松尾重政、笠井治、井上秀登
- サウンド・スペシャル・サンクス：風岡恒治、岩瀬立飛、東野美紀
- パッケージ・デザイン：K.YOSHIHASHI
- スーパーバイズ：春木豊
- プロデュース：桐田富和
- スペシャル・サンクス：DANGANTAISYOH

## 評価
- ゲーム誌『ファミコン通信』の「クロスレビュー」では、7・7・7・7の合計28点（満40点）[5]、『メガドライブFAN』の読者投票による「ゲーム通信簿」での評価は以下の通り23.4点（満30点）となっている[15]。

| 項目 | キャラクタ | 音楽 | お買得度 | 操作性 | 熱中度 | オリジナリティ | 総合 |
| 得点 | 4.5        | 3.8  | 3.7      | 3.8    | 3.8    | 3.8            | 23.4 |

- ゲーム本『メガドライブ大全』（2004年、太田出版）では、本作のアクション性は「可もなく不可もなし」と指摘したが、ステージ構成に関してはアイディアが満載であると称賛し、竜やカニなどの多関節キャラクターや足場を飲み込む巨大魚メカなどの演出に関して「うならされる」と絶賛した[16]。一方で難易度の高さも指摘したが、「後半の盛り上がりは素晴らしい」と称賛した[16]。

## 続編
続編として同じくメガドライブでリリースされた『スパークスター ロケットナイトアドベンチャー2』また、スーパーファミコン用ソフトに『スパークスター』、2010年にはXbox Live Arcade、PSN、Steamにて15年ぶりの新作としてイギリスのClimax Studios開発による『Rocket Knight（ロケットナイト）』がリリースされた。ただし、いずれのゲームも、初代とは操作等システムが異なる。